# Discografia di Ivano Fossati
In questa pagina viene elencata la discografia di Ivano Fossati, cantautore italiano pop rock, attivo dal 1971 al 2019.

## Album

### Album in studio
- 1971 - Dolce acqua (con i Delirium) (Fonit, LPX 11)
- 1973 - Il grande mare che avremmo traversato (Fonit, LPX 21)
- 1973 - Poco prima dell'aurora (con Oscar Prudente) (Fonit, LPX 24)
- 1975 - Good-Bye Indiana (Fonit, LPX 38)
- 1977 - La casa del serpente (RCA Italiana, PL 31301)
- 1979 - La mia banda suona il rock (RCA Italiana, PL 31471)
- 1981 - Panama e dintorni (RCA Italiana, PL 31570)
- 1983 - Le città di frontiera (CBS, 25430)
- 1984 - Ventilazione (CBS, 26203)
- 1986 - 700 giorni (CBS, 57011)
- 1988 - La pianta del tè (CBS, 460664 1)
- 1990 - Discanto (Epic, EPC 467079-1)
- 1992 - Lindbergh - Lettere da sopra la pioggia (Epic, EPC 471496-1)
- 1996 - Macramè (Columbia, COL 484174 2)
- 2000 - La disciplina della Terra (Columbia, COL 495072 2)
- 2001 - Not One Word (Sony Classical, SK 89689 2)
- 2003 - Lampo viaggiatore (Columbia, COL 510540 2)
- 2006 - L'arcangelo (Sony BMG Ricordi, 82876779342)
- 2008 - Musica moderna (Capitol Records, 5099923781825)
- 2011 - Decadancing (Capitol Records, 5099967988327)
- 2019 - Mina Fossati (Pdu)

### Raccolte
- 1982 - Dedicato a... Ivano Fossati (RCA - Serie Lineatre, NL 33317)
- 1990 - I successi di Ivano Fossati (RCA - Serie Lineatre, 74321 179202); ristampato come I grandi successi di Ivano Fossati (RCA - Serie Lineatre, 74649)
- 1992 - I grandi successi di Ivano Fossati (RCA - musicatua, 74321-11418-2)
- 1996 - All the Best BMG/Ricordi
- 1998 - Time and Silence - Canzoni a raccolta (Columbia, COL 489836 1)
- 1999 - I Miti Musica (BMG 74321626274)
- 2001 - Gli anni Settanta (2CD ristampa)
- 2006 - Ho sognato una strada (3CD)
- 2006 - Emozioni & parole
- 2006 - Le più belle canzoni di Ivano Fossati
- 2007 - Ivano Fossati (slidepack Rca)
- 2009 - Di tanto amore
- 2016 - Ivano Fossati Contemporaneo (versione deluxe di 10 CD con 8 inediti, 2 rarità e un libro-intervista; versione standard di 4 CD/8 LP con 4 inediti)(BMG RCA)

### Album dal vivo
- 1993 - Dal vivo volume I - Buontempo (Epic; LP: EPC 473901-1; CD: EPC 473901-2)
- 1993 - Dal vivo volume 2 - Carte da decifrare (Epic; LP: EPC 473902-1; CD: EPC 473902-2)
- 2001 - Concerto in versi (con Elisabetta Pozzi - CD allegato al volume "Carte da decifrare" edito da Einaudi)
- 2004 - Dal vivo volume 3 - Tour acustico (Columbia, COL 518965 1)
- 2012 - Live Dopo tutto

### Colonne sonore
- 1994 - Il toro (Epic, EPC 477999-2)

## Singoli

### Con i Delirium
- 1971 - Canto di Osanna/Deliriana (Fonit Cetra, SPF 31284; con I Delirium)
- 1972 - Jesahel/King's Road (Fonit Cetra, SPF 31293; con I Delirium)
- 1972 - Haum!/Movimento II: Dubbio (Fonit Cetra, SPF 31295; con I Delirium)
- 1972 - Dolce acqua/Favola o storia del lago di Kriss (Fonit Cetra, SPF 31297; con I Delirium)
- 1972 - Treno/È l'ora (Fonit Cetra SPF 31300; con I Delirium)

### Da solista
- 1973 - Il grande mare che avremmo traversato/All'ultimo amico (Fonit Cetra, SP 1503)
- 1973 - È l'aurora/L'Africa (Fonit Cetra/Numero Uno, SP 1532; con Oscar Prudente)
- 1974 - Tema del lupo/Apri le braccia (Fonit Cetra/Numero Uno, SP 1551; con Oscar Prudente)
- 1974 - Cane di strada/Concerto di plenilunio in un castello di Stoccarda (Fonit Cetra, SP 1572)
- 1975 - Goodbye Indiana (parte 1°)/(parte 2°) (Fonit Cetra, SP 1588)
- 1977 - Matto/La casa del serpente (RCA Italiana, PB 6094)
- 1979 - La mia banda suona il rock/...E di nuovo cambio casa (RCA Italiana, PB 6379)
- 1981 - Panama/J'adore Venise (RCA Italiana, PB 6498)
- 1981 - La signora cantava il blues/Stazione (RCA Italiana, PB 6542)
- 1983 - La musica che gira intorno/I ragazzi cattivi (CBS, A 3334)

- 1983 - Tico Palabra/Quante estati, quanti inverni (CBS, PRM 059)
- 1988 - Questi posti davanti al mare/Questi posti davanti al mare (CBS, PRM 106; lato A cantato con Fabrizio De André e Francesco De Gregori, lato B cantato dal solo Fossati)
- 1988 - Terra dove andare/L'uomo coi capelli da ragazzo (CBS, PRM 112)
- 1990 - Lusitania/Panama (Live)/La musica che gira intorno (Epic, EPC 656200 6)

## EP
- 1992 - La canzone popolare/Italiani d'Argentina/Terra dove andare/Una notte in Italia (Epic, EPC 658206 6)

## Partecipazioni
- 1972 - Beati i ricchi, colonna sonora del film omonimo; Ivano Fossati canta il brano omonimo (testo di Salvatore Samperi; musica di Luis Bacalov)

## Raccolte AA.VV.
- 1991 - Club Tenco, vent'anni di canzone d'autore
- 1993 - Club Tenco, vent'anni di canzone d'autore Vol.2
- 1994 - Latino

## Canzoni scritte per altri artisti
| Anno | Titolo                                    | Autori del testo                | Autori della musica                         | Interpreti        |
| ---- | ----------------------------------------- | ------------------------------- | ------------------------------------------- | ----------------- |
| 1974 | Infinite fortune                          | Ivano Fossati                   | Oscar Prudente                              | Oscar Prudente    |
| 1974 | E magari ritorni                          | Ivano Fossati                   | Oscar Prudente                              | Oscar Prudente    |
| 1974 | Io vado a sud                             | Ivano Fossati                   | Oscar Prudente                              | Oscar Prudente    |
| 1974 | Solo no                                   | Ivano Fossati                   | Oscar Prudente                              | Oscar Prudente    |
| 1974 | La casa vecchia                           | Ivano Fossati                   | Oscar Prudente                              | Oscar Prudente    |
| 1974 | Otto ore                                  | Ivano Fossati                   | Oscar Prudente                              | Oscar Prudente    |
| 1974 | Il furgone della banca del commercio      | Ivano Fossati                   | Oscar Prudente                              | Oscar Prudente    |
| 1974 | I vetri della scuola                      | Ivano Fossati                   | Oscar Prudente                              | Oscar Prudente    |
| 1975 | La caccia al bisonte                      | Ivano Fossati                   | Oscar Prudente                              | Gianni Morandi    |
| 1975 | Sette di sera                             | Ivano Fossati                   | Oscar Prudente                              | Gianni Morandi    |
| 1975 | Autostrade, no!                           | Ivano Fossati                   | Oscar Prudente                              | Gianni Morandi    |
| 1975 | Favole di mare                            | Ivano Fossati                   | Oscar Prudente                              | Gianni Morandi    |
| 1975 | Io vado a sud                             | Ivano Fossati                   | Oscar Prudente                              | Gianni Morandi    |
| 1975 | Due ore di polvere                        | Ivano Fossati                   | Oscar Prudente                              | Gianni Morandi    |
| 1975 | Io domani me ne vado                      | Ivano Fossati                   | Oscar Prudente                              | Gianni Morandi    |
| 1975 | La mia gente                              | Ivano Fossati                   | Oscar Prudente                              | Gianni Morandi    |
| 1976 | Mary Martinica                            | Gildana Caputo                  | Ivano Fossati, Luciano Rossi e Ivano Lollio | Sunday Band       |
| 1976 | Magic Congregation                        | Gildana Caputo                  | Ivano Fossati, Luciano Rossi e Ivano Lollio | Sunday Band       |
| 1976 | Per effetto del tempo                     | Ivano Fossati                   | Oscar Prudente                              | Loredana Bertè    |
| 1978 | Pensiero stupendo                         | Ivano Fossati                   | Oscar Prudente                              | Patty Pravo       |
| 1978 | Un'emozione da poco                       | Ivano Fossati                   | Guido Guglielminetti                        | Anna Oxa          |
| 1978 | Così va se ti va e questo finché mi andrà | Ivano Fossati                   | Ivano Fossati                               | Anna Oxa          |
| 1978 | Fatelo con me                             | Ivano Fossati                   | Ivano Fossati                               | Anna Oxa          |
| 1978 | Se devo andare via                        | Ivano Fossati                   | Ruggero Cini e Cesare Di Natale             | Anna Oxa          |
| 1978 | Dedicato                                  | Ivano Fossati                   | Ivano Fossati                               | Loredana Bertè    |
| 1978 | Danza                                     | Ivano Fossati                   | Ivano Fossati                               | Mia Martini       |
| 1978 | Canto alla luna                           | Ivano Fossati                   | Ivano Fossati                               | Mia Martini       |
| 1978 | La luce sull'insegna della sera           | Ivano Fossati                   | Ivano Fossati                               | Mia Martini       |
| 1978 | Ci si muove                               | Ivano Fossati                   | Ivano Fossati                               | Mia Martini       |
| 1978 | Vola                                      | Ivano Fossati                   | Ivano Fossati                               | Mia Martini       |
| 1978 | E parlo ancora di te                      | Ivano Fossati                   | Ivano Fossati                               | Mia Martini       |
| 1978 | C'è un uomo nel mare                      | Ivano Fossati                   | Ivano Fossati                               | Mia Martini       |
| 1978 | Buonanotte dolce notte                    | Ivano Fossati                   | Ivano Fossati                               | Mia Martini       |
| 1979 | Pourquoi                                  | Pierre Grosz                    | Ivano Fossati                               | Marie Laforêt     |
| 1979 | Mezzocuore                                | Ivano Fossati                   | Stefano Pulga                               | Stefano Pulga     |
| 1979 | Uomo di ieri                              | Ivano Fossati                   | Stefano Pulga                               | Stefano Pulga     |
| 1979 | Macinastazioni                            | Ivano Fossati                   | Stefano Pulga                               | Stefano Pulga     |
| 1980 | No, stella no                             | Ivano Fossati                   | Oscar Prudente                              | Donno             |
| 1981 | Lady Rock                                 | Marva Jan Marrow                | Ivano Fossati                               | Lara Saint Paul   |
| 1982 | Non sono una signora                      | Ivano Fossati                   | Ivano Fossati                               | Loredana Bertè    |
| 1982 | Traslocando                               | Ivano Fossati                   | Ivano Fossati                               | Loredana Bertè    |
| 1982 | I ragazzi di qui                          | Ivano Fossati                   | Steve Daniels e Victor Jones                | Loredana Bertè    |
| 1982 | Stare fuori                               | Ivano Fossati                   | Ivano Fossati                               | Loredana Bertè    |
| 1982 | E non finisce mica il cielo               | Ivano Fossati                   | Ivano Fossati                               | Mia Martini       |
| 1983 | Comme un oiseau                           | Marie Laforêt                   | Ivano Fossati                               | Marie Laforêt     |
| 1984 | Petala                                    | Ivano Fossati                   | Djavan                                      | Loredana Bertè    |
| 1984 | Jazz                                      | Ivano Fossati                   | Djavan                                      | Loredana Bertè    |
| 1987 | Caffè lontano                             | Ivano Fossati                   | Ivano Fossati                               | Ornella Vanoni    |
| 1987 | Carmen                                    | Ornella Vanoni                  | Ivano Fossati                               | Ornella Vanoni    |
| 1988 | Le notti di maggio                        | Ivano Fossati                   | Ivano Fossati                               | Fiorella Mannoia  |
| 1988 | Naviganti                                 | Ivano Fossati                   | Ivano Fossati                               | Bruno Lauzi       |
| 1989 | Baia senza vento                          | Ivano Fossati                   | Ivano Fossati                               | Fiorella Mannoia  |
| 1989 | Lunaspina                                 | Ivano Fossati                   | Ivano Fossati                               | Fiorella Mannoia  |
| 1989 | Oh che sarà                               | Ivano Fossati                   | Chico Buarque de Hollanda                   | Fiorella Mannoia  |
| 1991 | Ci sarà (vita controvento)                | Ivano Fossati                   | Ivano Fossati                               | Gli Stadio        |
| 1992 | I treni a vapore                          | Ivano Fossati                   | Ivano Fossati                               | Fiorella Mannoia  |
| 1992 | 1991 L'amore per l'amore                  | Ivano Fossati                   | Ivano Fossati                               | Fiorella Mannoia  |
| 1996 | Dolcenera                                 | Ivano Fossati Fabrizio De Andrè | Ivano Fossati Fabrizio de Andrè             | Fabrizio De Andrè |
| 1997 | Sono tre mesi che non piove               | Ivano Fossati                   | Ivano Fossati                               | Tosca             |
| 1999 | Angelus                                   | Ivano Fossati                   | Ivano Fossati                               | Patty Pravo       |
| 2000 | Io sono un uomo libero                    | Ivano Fossati                   | Ivano Fossati                               | Adriano Celentano |
| 2001 | Fotogramma (quelli siamo noi)             | Ivano Fossati                   | Ivano Fossati                               | Fiorella Mannoia  |
| 2006 | Il suono della voce                       | Ivano Fossati                   | Ivano Fossati                               | Tosca             |
| 2010 | Tutto l'amore intorno                     | Ivano Fossati                   | Ivano Fossati                               | Anna Oxa          |
| 2013 | Oggi vendo tutto                          | Ivano Fossati                   | Ivano Fossati                               | Giorgia           |
| 2016 | Idealista!                                | Ivano Fossati                   | Ivano Fossati                               | Noemi             |
| 2019 | Luna Diamante                             | Ivano Fossati                   | Ivano Fossati                               | Mina              |

## Collaborazioni e partecipazioni
- 1977 - Per amarti - di Mia Martini
- 1978 - Oxanna - di Anna Oxa
- 1978 - Mina Live '78 - di Mina
- 1978 - Mi vuoi - di Marcella Bella
- 1978 - Danza - di Mia Martini
- 1978 - Pensiero stupendo - di Patty Pravo
- 1979 - Suspicion di Stefano Pulga
- 1983 - Lettera notturna - di Donaldo Donato Ciresi
- 1983 - Piccole donne - di Dori Ghezzi
- 1983 - Mina 25 - di Mina
- 1983 - Miei compagni di viaggio - di Mia Martini
- 1985 - Scacchi e tarocchi - di Francesco De Gregori
- 1989 - Di terra e di vento - di Fiorella Mannoia
- 1989 - Kerygma - di Vincenzo Zitello
- 1990 - La forza dell'amore - di Eugenio Finardi
- 1991 - Caterpillar - di Mina
- 1994 - La via - di Vincenzo Zitello
- 1996 - Anime salve - di Fabrizio De André
- 1996 - Serenade - di Vincenzo Zitello
- 1998 - Angelus - di Patty Pravo
- 1999 - L'impazienza - dei Yo Yo Mundi
- 2000 - Esco di rado e parlo ancora meno - di Adriano Celentano
- 2002 - Veleno - di Mina
- 2003 - In cattività - dei Quintorigo
- 2004 - Musica leggera - di Pacifico
- 2006 - Fly - di Zucchero Fornaciari
- 2008 - Alla mia età - di Tiziano Ferro
- 2009 - Q.P.G.A. - di Claudio Baglioni
- 2010 - Proxima - di Anna Oxa
- 2011 - Inedito - di Laura Pausini
- 2013 - The Real Slim Shady ft. Ivano Fossati - di Eminem